# Calamagrostis cordechii
Calamagrostis cordechii là một loài thực vật có hoa trong họ Hòa thảo. Loài này được Govaerts mô tả khoa học đầu tiên năm 1999.